# Abu'l-Fazl ibn Mubarak
Retrato de Abu'l-Fazl por Govardhan, ca. 1602–1605
Abu al-Fazl ibn Mubarak (em persa: ابو الفضل) também conhecido como Abu'l-Fazl, Abu'l Fadl e Abu'l-Fadl 'Allami (Agra, 14 de janeiro de 1551 — Antri, perto de Narwar, 12 de agosto de 1602) foi um escritor, autoproclamado historiador e hagiógrafo e político indiano que serviu como grão-vizir do Império Mogol desde sua nomeação em 1579 até sua morte em 1602. Suas obras notáveis incluem Akbarnama, Ain-i-Akbari, e uma tradução persa da Bíblia.
Abu'l-Fazl foi inicialmente nomeado para a corte de Aquebar como comandante militar servindo no Decão, onde era tido em alta conta. Era popularmente conhecido por sua teoria Padshahat, que afirmava que o proprietário estabelecido, o imperador, não poderia ser derrubado, pois ele era um agente de Deus para o bem-estar de seus súditos e mantinha a paz e a harmonia em seu império.
Abu'l-Fazl é frequentemente mencionado como uma das Nove Joias (em hindi: Navaratnas) da corte real de Aquebar e irmão de Faizi, o poeta laureado do Imperador Aquebar.

## Ancestrais
O xeique Abu'l-Fazl ibn Mubarak nasceu em Agra em 1551, filho do xeique Mubarak. Mubarak nasceu em Nagaur, mas mudou-se para Agra em 1543. Seu próprio pai, o avô de Fazl, o xeique Khizr, mudou-se de Sinde para Nagaur entre os séculos XV e XVI. Nagaur alcançou importância como centro místico sufi sob o comando do xeique Hamid-ud-din Sufi Sawali, um califa do xeique Mu'in al-Din Chishti de Ajmer. Em Nagaur, o xeique Khizr se estabeleceu perto do túmulo do xeique Hamid-ud-din. Os ancestrais de Fazl eram originários do Iêmen e sua linhagem remontava ao xeique Musa, que havia emigrado para Sinde cerca de seis gerações antes.

### Xeique Mubarak Nagori

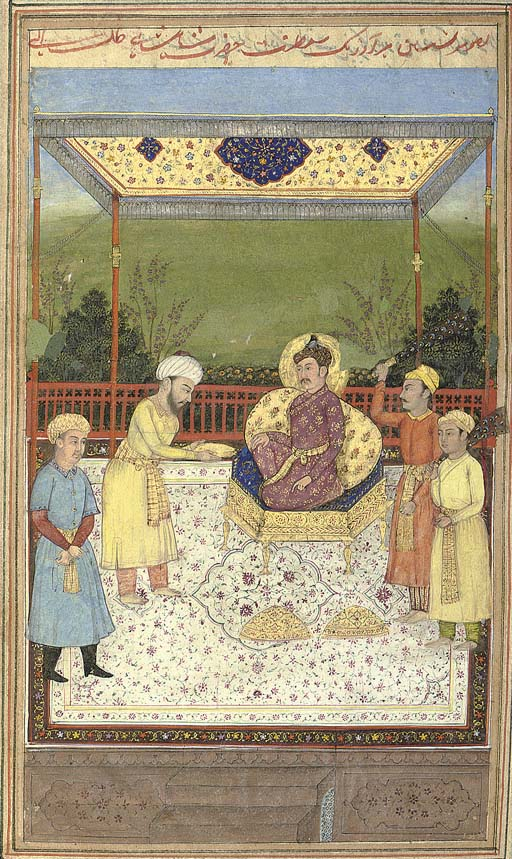
Abu'l Fazl ibn Mubarak e Aquebar

O pai de Abu'l-Fazl, o xeique Mubarak Nagori, nasceu em 1506 em Nagaur. Logo após o nascimento de Abu'l-Fazl, Khizr viajou para Sinde para trazer outros membros de sua família para Nagaur, mas morreu no caminho. A morte de Khizr, a fome e a peste que assolaram Nagaur causaram grandes dificuldades para Mubarak e sua mãe, que estavam desamparados. Apesar dessas dificuldades, a mãe de Mubarak providenciou uma boa educação para ele. Um dos primeiros professores de Mubarak foi o xeique Attan, conhecido por sua piedade. Outro professor importante que influenciou o xeique Mubarak foi o xeique Fayyazi, um discípulo de Khwaja Ahrar. Mais tarde, ele foi para Amedabade e estudou com o xeique Abu'l Fazl Gazruni (que o adotou como filho), o xeique Umar e o xeique Yusuf.
Yusuf aconselhou Mubarak a ir para Agra e fundar uma madraça lá. Mubarak chegou a Agra em abril de 1543 e, por sugestão do xeique Alawal Balawal, estabeleceu sua residência em Charbagh, que foi construída por Babur na margem esquerda do rio Yamuna. Mir Rafi'ud-din Safavi, de Inju (Xiraz), morava nas proximidades e Mubarak casou-se com uma parente próxima dele. Mubarak fundou sua madraça em Agra, onde seu campo especial de instrução era a filosofia e atraiu vários estudiosos para suas aulas, como ʽAbd al-Qadir Badayuni. Ele também passou algum tempo em Badaun, terra sagrada do sufismo.
O grupo ortodoxo de Ulama criticou Mubarak e o acusou de mudar seus pontos de vista. Khwaja Ubaidullah, que foi criado na casa da filha do xeique Mubarak, era da opinião de que os pontos de vista de Mubarak mudaram com a mudança do clima político e ele adotou as atitudes religiosas dos governantes e nobres daquela época por conveniência. Por exemplo, ele era sunita durante o reinado do sultão Ibraim Lodi, tornou-se um Naqshbandi durante o período do Império suri, foi um Mahdavia durante o reinado de Humaium e um protagonista do pensamento liberal sob Aquebar.

## Biografia

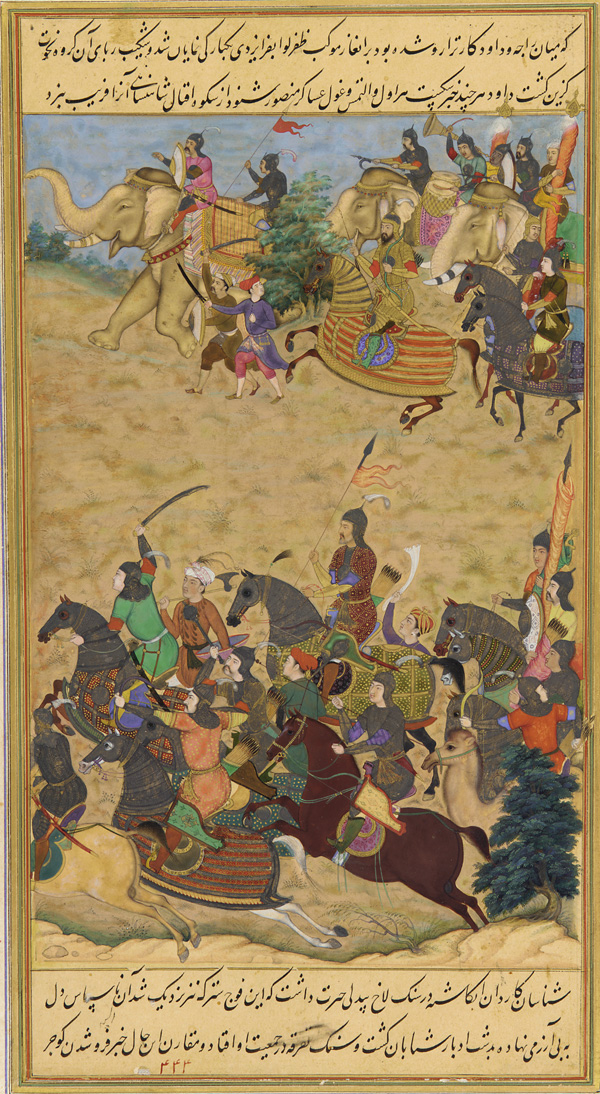
O jovem Aquebar comanda um exército mogol de 10 mil homens durante a Segunda Batalha de Panipat, contra mais de 30 mil soldados constituídos principalmente, de adversários rajputs liderados por Hemu

O primeiro filho do xeique Mubarak, o poeta Abu'l-Faiz, e seu segundo filho, Abu'l-Fazl, nasceram em Agra. A educação de Abu'l-Fazl começou com o árabe e, aos cinco anos, ele já sabia ler e escrever. Seu pai começou a ensiná-lo sobre todos os ramos das ciências islâmicas (manqulat), mas Abu'l-Fazl não conseguia aderir ao aprendizado convencional e caiu em um estado de depressão mental. Um amigo o resgatou desse estado e ele retomou seus estudos. Alguns incidentes do início de sua vida refletem seu brilhantismo. Um dicionário de Ishafani, que havia sido comido por cupins, foi observado por ele. Ele removeu as partes que haviam sido comidas e juntou papel em branco ao restante. Descobriu o início e o fim de cada fragmento e acabou escrevendo um rascunho do texto. Posteriormente, o trabalho inteiro foi descoberto e, em comparação com o rascunho de Abu'l-Fazl, o original diferia em apenas dois ou três lugares.
Chegou à corte de Aquebar em 1575 e foi influente nas visões religiosas de Aquebar, que se tornaram mais liberais nas décadas de 1580 e 1590. Em 1599, Abu'l-Fazl recebeu seu primeiro cargo no Decão, onde foi reconhecido por sua habilidade como comandante militar, liderando o exército imperial mogol em suas guerras contra os sultanatos do Decão.
Aquebar também registra ter testemunhado a passagem do Grande Cometa de 1577.

### Relato do próprio Abu'l-Fazl sobre seus primeiros vinte anos
O que se segue é o relato de Abu'l-Fazl de seus primeiros vinte anos encontrado no A'in-i Akbari:

Como já contei um pouco sobre meus antepassados, digo algumas palavras a meu respeito e, assim, aliviarei minha mente, refrescarei esta narrativa e soltarei as amarras de minha língua. No ano 473 da era Jalali, correspondente à noite de domingo, 6 de Muharram 958 da contagem lunar (14 de janeiro de 1551), meu espírito puro unido a este corpo elementar saiu do útero para esta bela extensão do mundo. Com pouco mais de um ano, tive o dom milagroso da fala fluente e, aos cinco anos, adquiri um estoque incomum de informações e pude ler e escrever. Aos sete anos, tornei-me o tesoureiro das reservas de conhecimento de meu pai e um fiel guardião das joias de significado oculto e, como uma serpente, guardava o tesouro. E era estranho que, por um capricho da sorte, meu coração não estivesse inclinado, minha vontade fosse sempre avessa e minha disposição fosse repugnante ao aprendizado convencional e aos cursos normais de instrução. Em geral, eu não conseguia entendê-los. Meu pai, à sua maneira, conjurou o feitiço do conhecimento e me ensinou um pouco de cada ramo da ciência e, embora minha inteligência tenha aumentado, não obtive impressões profundas da escola do aprendizado. Às vezes eu não entendia absolutamente nada, outras vezes surgiam dúvidas que minha língua era incapaz de explicar. Ou a vergonha me fazia hesitar, ou eu não conseguia me expressar. Eu costumava chorar em público e colocar toda a culpa em mim mesmo. Nesse estado de coisas, entrei em comunhão mental com um ajudante agradável, e meu espírito se recuperou daquela ignorância e incompreensão. Não se passaram muitos dias até que a conversa e a companhia dele me induziram a ir para a faculdade, e lá eles restauraram minha mente desorientada e dissipada e, pela maravilhosa ação do destino, levaram-me embora e trouxeram outro de volta.

Quando entrei no templo, eles se aproximaram
E trouxeram seu presente, uma taça de vinho transbordando.
Sua força arrebatou todos os meus sentidos, o eu do eu,
Onde um outro entrou e não eu.

## Obras

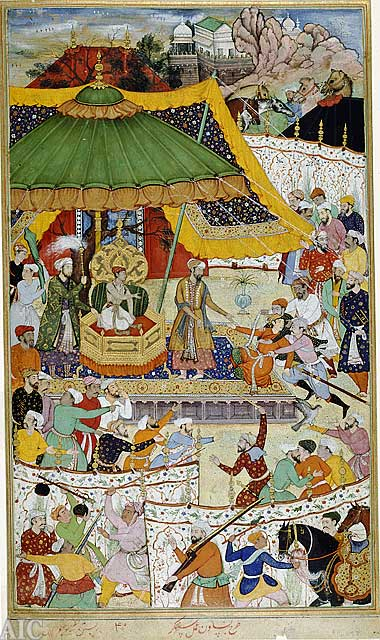
A corte de Aquebar, uma ilustração de um manuscrito do Akbarnama

### Akbarnama

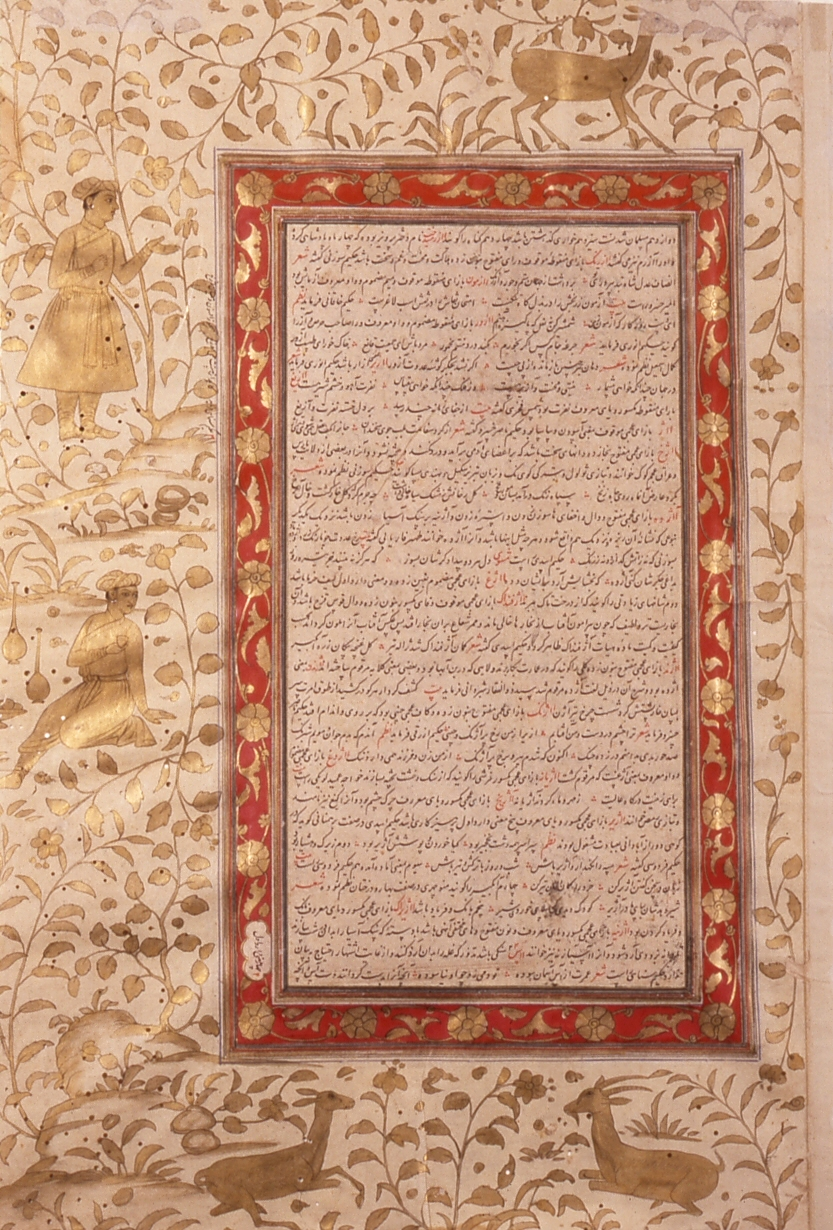
Manuscrito do Akbarnama originalmente escrito por Abu'l-Fazl. Esse manuscrito foi posteriormente colado no Farhang-i Jahangiri

O Akbarnama é um documento da história do reinado de Aquebar e de seus ancestrais, dividido em três volumes. Ele contém a história dos ancestrais de Aquebar, de Tamerlão a Humaium, o reinado de Aquebar até o 46.º ano de reinado (1602) e um relatório administrativo do império de Aquebar, o Ain-i-Akbari, que também tem três volumes. O terceiro volume do Ain-i-Akbari apresenta um relato da ascendência e da vida do autor. O Ain-i-Akbari foi concluído no 42.º ano de reinado, mas um pequeno acréscimo foi feito no 43.º ano de reinado por conta da conquista de Berar.

### Ruqaʿāt
O Ruqaʿāt ou Ruqaʿāt-i-Abu'l Fazl é uma coleção de cartas particulares de Abū al-Fażl para Murad, Daniyal Mirza, Aquebar, Mariam Makani, Salim (Jahangir), as rainhas e filhas de Akbar, seu pai, mãe e irmãos e vários outros contemporâneos notáveis compiladas por seu sobrinho Nūr al-Dīn Muḥammad.

### Inshā-i-Abu'l Fazl
O Inshā-i-Abu'l Fazl ou Maqtubāt-i-Allami contém os despachos oficiais escritos por Abu'l Fazl. Ele é dividido em duas partes. A primeira parte contém as cartas de Aquebar para Abdula Cã Uzbeg de Turan, xá Abas da Pérsia, Rajá Ali Cã de Khandesh, Burhan-ul-Mulk de Ahmadnagar e seus próprios nobres, como Abdur Rahim Khan-i-Khanan. A segunda parte consiste nas cartas de Abu'l Fazl para Aquebar, Daniyal, Mirza Xá Rukh e Cã Khanan. Essa coleção foi compilada por Abd al-Samad, filho de Afzal Muhammad, que afirma ser filho da irmã de Abu'l Fazl e também seu genro.

## Governança e soberania
Na esfera política, Abu'l-Fazl estava preocupado com a estabilidade social. Em seu Ain-i-Akbari, ele apresentou uma teoria de soberania prometida no contrato social.
Sua teoria divina de “Padshahat” apresenta o conceito de realeza. De acordo com ele, “Padshahat” significa “um proprietário estabelecido”, em que “Pad” significa estabilidade e “shah” significa proprietário. Portanto, Padshah é o proprietário estabelecido que não pode ser eliminado por ninguém. De acordo com Abu'l-Fazl, o Padshah foi enviado por Deus, que trabalha como um agente de Deus para o bem-estar de seus súditos e mantém a paz e a harmonia em seu império.
Com relação à soberania, Abu'l-Fazl a considerava presente na natureza. O rei estabeleceu sua soberania por meio de seu poder absoluto, ele tinha a autoridade final em governança, administração, agricultura, educação e outros campos. Segundo Abu'l-Fazl, era impossível desafiar o rei e ninguém podia compartilhar seu poder.

### Sulh-I-Kul ou a doutrina da paz
Abu'l-Fazl disse que a soberania não estava restrita a uma fé específica. Como o rei era considerado um agente de Deus, ele não podia discriminar entre as várias fés presentes na sociedade e, caso o rei discriminasse com base em casta, religião ou classe, ele não seria considerado um rei justo.
A soberania não estava ligada a nenhuma fé específica. Abu'l-Fazl promoveu os bons valores de diferentes religiões e os reuniu para a manutenção da paz. Ele proporcionou alívio às pessoas, libertando-as de pensamentos limitados. Ele também justificou as opiniões de Aquebar, apresentando-o como um governante racional.

## Morte
Abu'l-Fazl foi assassinado, quando retornava do Decão, por Vir Singh Deo (que mais tarde se tornou o governante de  Orachha) entre Sarai Vir e Antri (perto de Narwar) em uma trama planejada pelo filho mais velho de Aquebar, o príncipe Salim, British Library.</ref> que mais tarde tornou-se o imperador Jahangir em 1602, porque Abu'l-Fazl era conhecido por se opor à ascensão do príncipe Salim ao trono. Sua cabeça decepada foi enviada para Salim em Alaabade. Abu'l Fazl foi sepultado em Antri. O filho de Abu'l-Fazl, xeique Afzal Cã (29 de dezembro de 1571 - 1613) foi mais tarde nomeado governador de Bihar, em 1608, por Jahangir.
O santuário-mesquita Abul Fazl, localizado em Cabul, no Afeganistão, foi concluído em 2010 e recebeu esse nome em sua homenagem.